# Olga Paterlini
Olga Paterlini de Koch (n. San Miguel de Tucumán, 22 de abril de 1946) es una arquitecta argentina. Trabaja como profesora de Historia de la Arquitectura y como Directora del Instituto de Historia y Patrimonio y de la Maestría en Historia de Arquitectura y Urbanismo Latinoamericano de la Universidad Nacional de Tucumán. Desde 2014 es Decana de la Facultad de Arquitectura y Urbanismo de la UNT. Es profesora permanente e invitada en diversas carreras de posgrado en otras universidades del país y ha sido nombrada Distinguished Professor por la Universidad de Illinois.

## Primeros años
En 1964 obtiene su título de Bachiller Científico en la Escuela y Liceo Vocacional Sarmiento, perteneciente a la Universidad Nacional de Tucumán. En 1971 obtiene su título de Arquitecta por la misma universidad. También allí en 2006 obtiene su título de Doctora Arquitecta con la tesis: San Miguel de Tucumán 1850-1920: la gestión de la ciudad, estudios que inicia en 1998.

## Trayectoria
Paterlini comparte su trabajo entre la docencia y la investigación. Es pionera en participar en proyectos de investigación en el país desde 1969. En la década de 1990 comienza a desempeñarse como Directora de proyectos y en 2000 dirige Programas de investigación. Los temas que desarrollan tienen estrecha relación con su área de desempeño, pero asimismo manifiestan un interés profundo por fomentar el conocimiento sobre su región, el noroeste de Argentina. Investiga temas referidos al paisaje cultural de la producción, a la arquitectura, el urbanismo y el patrimonio cultural de la región, además de métodos y teorías útiles para investigaciones de historia urbana. Unos de los centros de interés investigativo son los Ingenios azucareros del Norte Argentino, Pueblos y Regiones Históricos; y sobre protección legal del Paisaje Cultural de la Quebrada de Humahuaca, Patrimonio de la Humanidad. Es Directora del Programa de Investigación El Patrimonio Urbano y Arquitectónico del Noroeste Argentino, en su contexto iberoamericano que cuenta con la tutela de la UNESCO. Participa desde 2012 como responsable del equipo de la UNT, del Programa de Fortalecimiento de Redes Interuniversitarias del Ministerio de Educación de la Nación, junto a otras instituciones como la Universidad de la República, Uruguay; la Universidad Presbiteriana Mackenzie, Brasil y la Universidad Politécnica de Cataluña, España. Ha dirigido 25 trabajos, entre becarios y tesistas con estudios vinculados a paisajes culturales y patrimonio cultural.
A partir de sus investigaciones dirige trabajos pioneros en el país sobre rehabilitación de pueblos históricos y áreas urbanas de Argentina y Bolivia (Conservación y Desarrollo del Área Central de Salta; Rehabilitación de Pueblos Históricos-Villa de Medinas; Conservación del Centro Histórico de San Miguel de Tucumán), así como en el Programa de Desarrollo Social y Cultural a través de la recuperación de Monumentos Históricos. Su experiencia conduce a su participación como Delegada, Vocal y Asesora de la Comisión Nacional de Monumentos que integra organizaciones civiles para la salvaguarda del patrimonio y Vicepresidente del Comité Argentino de ICOMOS (Consejo Internacional de Monumentos y Sitios). Paterlini ha actuado como funcionaria pública en el cargo de la Secretaría de Planificación de la ciudad de Tucumán.
A partir de 1967 comienza a trabajar en docencia, iniciándose como auxiliar docente hasta llegar a Profesor Titular con dedicación exclusiva, en los 2000 fundamentalmente en asignaturas relacionadas con la historia, su área de especialización. Paterlini ha compartido muchos de estos espacios junto Alberto Nicolini.

## Publicaciones
Olga Paterlini ha realizado un centenar de publicaciones y presentaciones a reuniones científicas a nivel nacional e internacional, la mayoría de las cuales se refieren al paisaje de la producción y al paisaje cultural del noroeste argentino. Entre ellas citamos:
- Paterlini, Olga (2014). «Pueblos de la producción industrial: los ingenios azucareros».  En Petrina, Alberto; López Martínez, Sergio, eds. Patrimonio Arquitectónico Argentino. Memoria del Bicentenario. Tomo II (1880 -1920). Buenos Aires: CEDODAL, Comisión Nacional de Museos y Monumentos y Lugares Históricos. ISBN 9789873772016.
- Paterlini, Olga (2014). Eduardo Sacriste. Buenos Aires: ARQ Clarín. ISBN 9789870728603.
- Paterlini, Olga; Moreno, Daniela (2009). Patrimonio arquitectónico de la Universidad Nacional de Tucumán. Tucumán: Edunt. ISBN 978-987-1366-33-0.
- Nicolini, Alberto; Paterlini, Olga (2007). «La arquitectura de Eduardo Larrán en Salta».  En Gutiérrez, Ramón, ed. Eduardo Larrán. Arquitectura Moderna del Noroeste Argentino. Buenos Aires: CEDODAL. ISBN 978-987-1033-25-6.
- Paterlini, Olga (1987). Pueblos Azucareros de Tucumán. Tucumán: Instituto Argentino de Investigaciones de Historia de la Arquitectura y el Urbanismo.
- Nicolini, Alberto; Paterlini, Olga; Silva, Marta (1987). El Patrimonio arquitectónico de los argentinos. Tucumán, Santiago, Catamarca. Buenos Aires: SCA.</ref>